# أندي ألين
أندي ألين (بالإنجليزية: Andy Allen)‏ (4 سبتمبر 1974 بليفربول في المملكة المتحدة - ) هو لاعب كرة قدم بريطاني في مركز جناح ‏. لعب مع نادي تشستر سيتي وColwyn Bay F.C. ‏.